# IX Большой Медведицы
IX Большой Медведицы (лат. IX Ursae Majoris), HD 84800 — одиночная переменная звезда в созвездии Большой Медведицы на расстоянии приблизительно 482 световых лет (около 147 парсеков) от Солнца. Видимая звёздная величина звезды — от +7,8m до +7,79m.

## Характеристики
IX Большой Медведицы — белый яркий гигант, пульсирующая переменная звезда типа Дельты Щита (DSCTC) спектрального класса A2II.